# Tanglewood Music Center

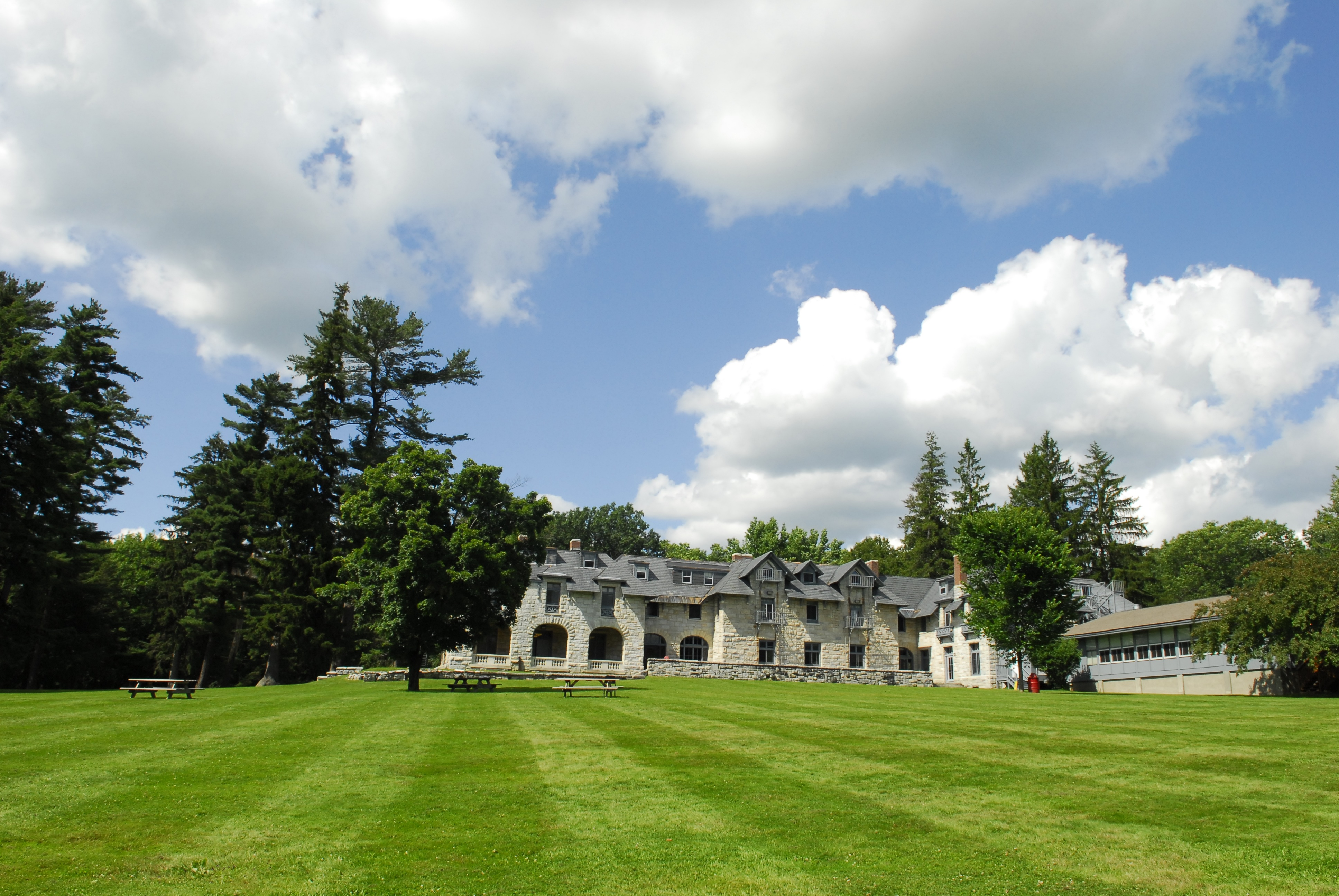
Il grande prato dove si tengono i concerti.

Il Tanglewood Music Center è un'accademia musicale estiva annuale di Lenox negli Stati Uniti, nella quale professionisti emergenti nel settore della musica partecipano ad esecuzioni, master classes e workshops. Il centro è parte del Tanglewood Music Festival, una serie di concerti all'aperto e sede estiva della Boston Symphony Orchestra (BSO).

## Storia
Il Tanglewood Music Center (TMC) venne fondato nel 1940 come Berkshire Music Center dal direttore della BSO, Serge Koussevitzky, tre anni dopo che Tanglewood era stata designata come sede estiva della BSO. Egli fu direttore del centro fino a un anno dopo il suo pensionamento dalla BSO, quando gli succedette il nuovo direttore Charles Münch, che guidò il centro dal 1951 al 1962. Munch lasciò l'incarico a Erich Leinsdorf che lo mantenne dal 1963 al 1970.
Nel 1970, tre anni prima dell'inizio della sua direzione della BSO, Seiji Ozawa assunse l'incarico a Tanglewood. Egli fu anche coinvolto attivamente nel Centro, che venne diretto da Gunther Schuller durante questo tempo, con Leonard Bernstein in qualità di consulente generale. Nel 1975 anche il direttore italiano Franco Ferrara assunse l'incarico a Tanglewood. Il pianista e direttore d'orchestra Leon Fleisher assunse la direzione del Centro nel 1985, ma si dimise bruscamente diversi anni più tardi, nel 1997, dopo una disputa apparente con Ozawa. Fleisher è stato sostituito da Ellen Highstein, il direttore attuale. Ozawa venne sostituito, come direttore BSO, nel 2001 da James Levine che diresse alcuni concerti e opere per il TMC e lavorò con gli studenti in direzione d'orchestra oltre a dirigere programmi per il BSO di Tanglewood. Levine ha lasciato la BSO nel 2011 dopo problemi di salute. Al momento il posto è vacante.

## Esecuzioni

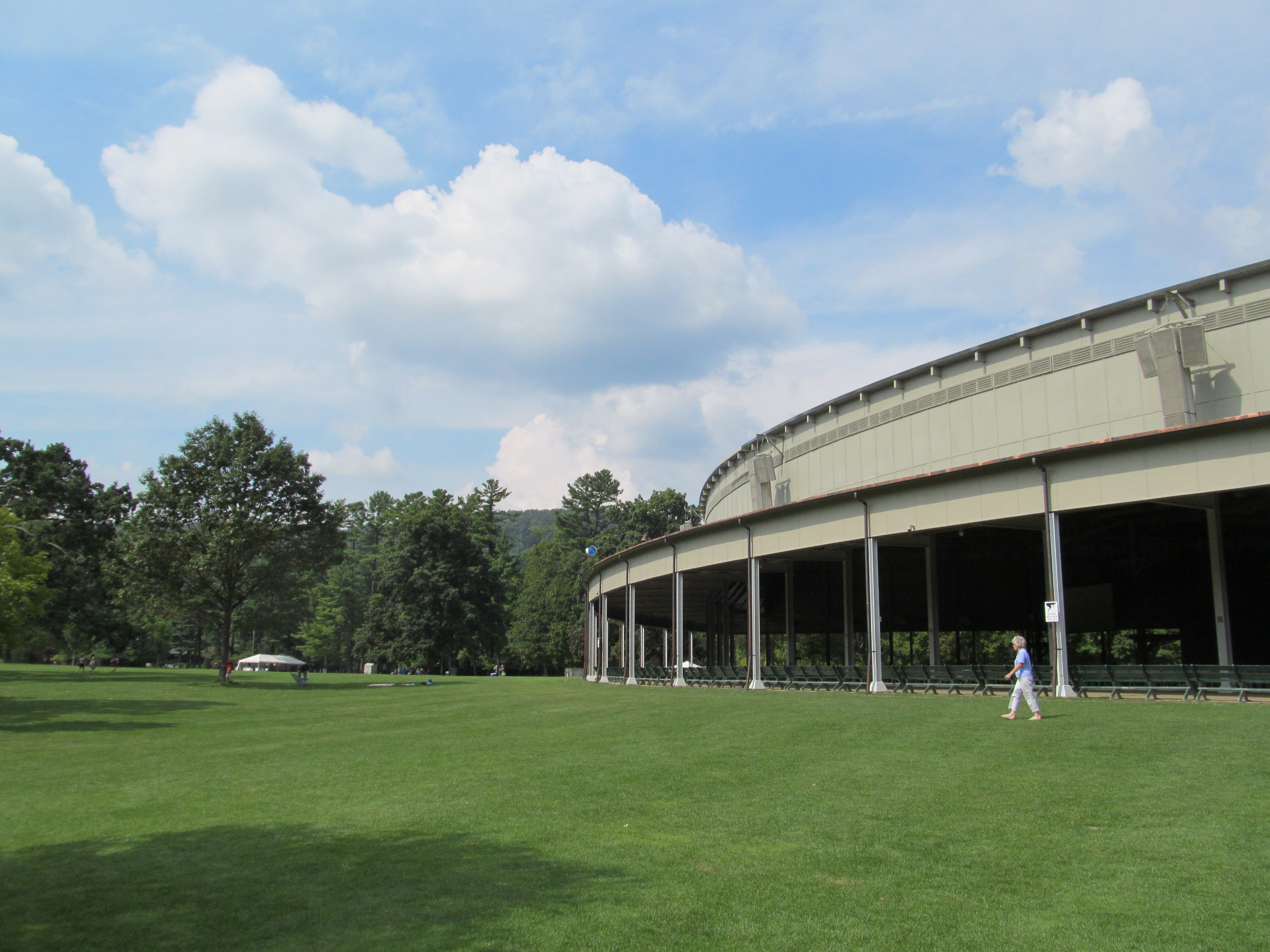
The Koussevitzky Music Shed

Le attività di Tanglewood si svolgono su un grande prato di 0,85 km², gran parte del quale venne donato alla BSO, nel 1936, dalla famiglia Tappan.
Gli studenti vengono ospitati presso la Miss Hall's School, un collegio femminile di scuole superiori della vicina Pittsfield. Fino al 1999, gli studenti di composizione vennero alloggiati separatamente presso il palazzo Koussevitzky (Seranak) vicino al centro; questa scelta ebbe termine con la nomina di Highstein come direttore.

## Studenti e facoltà
La visione di Koussevitzky relativa al TMC era un'istituzione dove gli studenti avrebbero dovuto lavorare a stretto contatto con i membri della BSO e degli artisti ospiti, e tra di loro stessi. Il processo di selezione era molto competitivo: nel 2007, ci furono più di 1500 concorrenti, tra i quali vennero scelti i 156 partecipanti al corso.
Gli allievi del TMC costituiscono un significativo numero di musicisti nella scena della musica classica: si stima che il 20% dei membri delle orchestre sinfoniche degli Stati Uniti, e il 30% delle prime parti orchestrali, hanno partecipato al programma.

## Festival di musica contemporanea
Il Festival di musica contemporanea è un evento annuale a Tanglewood, organizzato dal Tanglewood Music Center. La prima edizione si tenne nel 1964 come progetto dell'allora direttore musicale della BSO, Erich Leinsdorf, del coordinatore di nuova nomina degli studi di musica contemporanea presso la TMC, Gunther Schuller, e del noto fautore di musica contemporanea Paul Fromm. I Festival recenti si sono concentrati su compositori nati nel 1938 (2007) e la musica di Elliott Carter (2008).